# Archidiecezja Galveston-Houston
Archidiecezja Galveston-Houston (łac. Archidioecesis Galvestoniensis Houstoniensis, ang. Archdiocese of Galveston-Houston) – rzymskokatolicka archidiecezja metropolitalna ze stolicą w Galveston, w południowo-wschodniej części stanu Teksas, Stany Zjednoczone.
Katedrą metropolitarną jest Bazylika Niepokalanego Poczęcia Najświętszej Maryi Panny w Galveston z konkatedrą Najświętszego Serca Pana Jezusa w Houston.
Archidiecezja jest w regionie X (AR, OK, TX) i obejmuje terytorialnie hrabstwa Galveston, Harris, Austin, Brazoria, Fort Bend, Grimes, Montgomery, San Jacinto, Walker i Waller w stanie Teksas.

## Historia

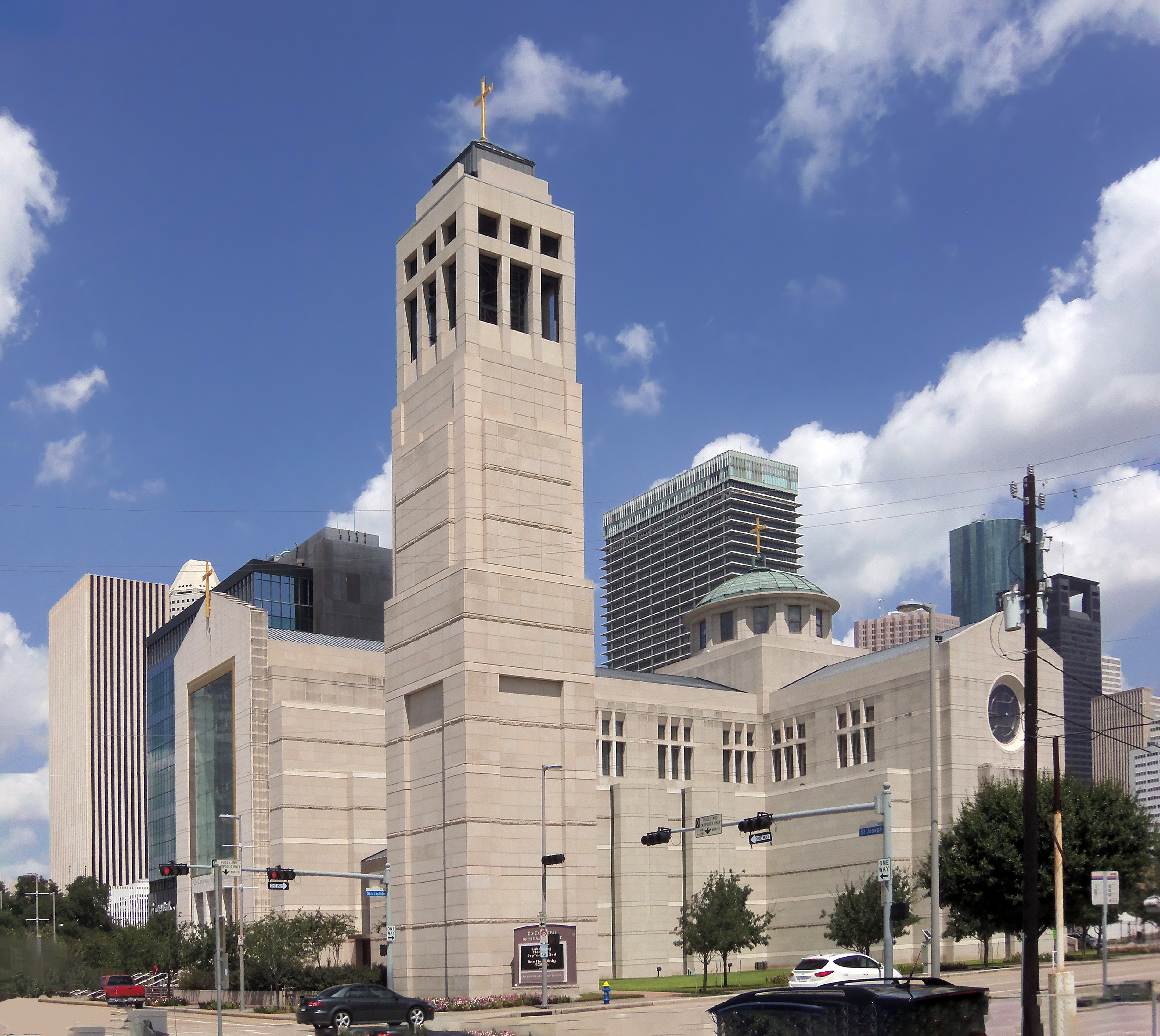
Konkatedra Najświętszego Serca Pana Jezusa, Houston

Historia archidiecezji Galveston-Houston rozpoczęła się od powstania Prefektury apostolskiej w Teksasie w 1839, dając miano Galveston "Matki Kościoła w Teksasie". Prefektura została podniesiona do rangi Wikariatu apostolskiego 10 lipca 1841.
4 maja 1847 wikariat stał się diecezją Galveston w prowincji Nowy Orlean, a kościół Niepokalanego Poczęcia Najświętszej Maryi Panny został podniesiony do rangi katedry. 3 sierpnia 1926 diecezja została umieszczona w nowo powstałej prowincji San Antonio.
Huragan w 1900, w którym zginęło od 6 do 12 tys. osób zniszczył miasto Galveston. Po huraganie miasto Houston zaczęło rozwijać się, kiedy ukończono odbudowę Port of Houston.
Na wniosek biskupa Wendelina J. Nolda (piąty biskup Galveston), papież Jan XXIII zezwolił na wybudowanie konkatedry w Houston i 25 lipca 1959 nazwa została zmieniona na diecezję Galveston-Houston, a kościół parafialny Najświętszego Serca Pana Jezusa,  położony w centrum Houston, został nazwany konkatedrą diecezji. Zmiana ta ustanowiła Houston, na równi z Galveston jako metropolię, jak również dopuszczała do pełnej biskupiej ceremonii, która może odbywać się obecnie w Galveston i Houston.
Dwadzieścia lat później, 2 sierpnia 1979, papież Jan Paweł II uznając wagę jaką katedra diecezjalna odegrała w rozwoju Teksasu i zachodniej części Stanów Zjednoczonych, podniósł Katedrę Niepokalanego Poczęcia Najświętszej Maryi Panny w Galveston do godności Bazyliki mniejszej.
Pod koniec XX wieku diecezja stała się jedną z największych w Stanach Zjednoczonych o znaczeniu międzynarodowym. Uznając to, 29 grudnia 2004, papież Jan Paweł II utworzył nową Prowincję kościelną z Galveston-Houston i podniósł Galveston-Houston do rangi metropolii. Biskup Joseph Fiorenza, który kierował diecezją od 20 lat, stał się pierwszym arcybiskupem Galveston-Houston, oraz biskup Daniel DiNardo został arcybiskupem koadiutorem.

## Herb

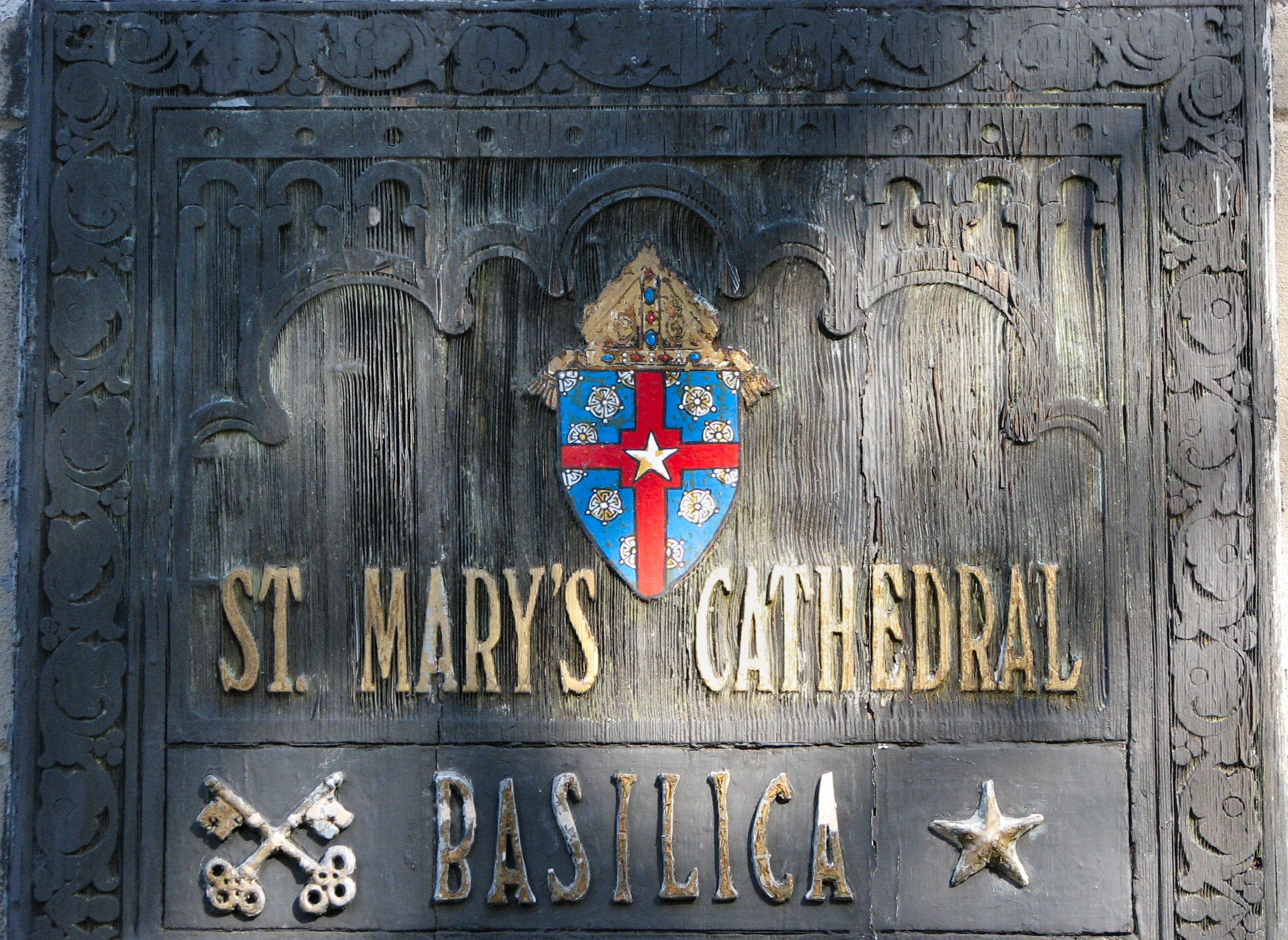
Herb na archikatedrze Niepokalanego Poczęcia NMP w Galveston

Herb archidiecezji Galveston-Houston składa się z niebieskiej tarczy, na której jest rozproszone srebro i białe róże i zwieńczone hełmem w postaci złotej biskupiej mitry.
Róże reprezentują Najświętszą Maryię Pannę, w nazwie jako Mistyczna Róża, tytularna katedra Bazylika w Galveston. Czerwony Krzyż znaczy wiarę, w kwadratowym centrum, zawierającym pojedynczą srebrną gwiazdę reprezentującą Teksas jako "Lone Star State".

## Sufraganie
Arcybiskup Galveston-Houston jest również metropolitą Galveston-Houston.
1. Diecezja Austin
2. Diecezja Beaumont
3. Diecezja Brownsville
4. Diecezja Corpus Christi
5. Diecezja Tyler
6. Diecezja Victoria w Teksasie

## Ordynariusze
- Prefektura apostolska w Teksasie
  - John Timon (1840–1847) (Prefekt)

- Wikariat apostolski w Teksasie
  - Jean Marie Odin (1841–1847) (wikary apostolski)

- Diecezja Galveston
  - Jean Marie Odin (1847–1861)
  - Claude Marie Dubuis (1862–1892)
  - Nicolaus Aloysius Gallagher (1892–1918)
  - Christopher Edward Byrne (1918–1950)
  - Wendelin Joseph Nold (1950–1959)

- Diecezja Galveston-Houston (nazwa zmieniona w 1959)
  - Wendelin Joseph Nold (1959–1975)
  - John Louis Morkovsky (1975–1984)
  - Joseph Fiorenza (1984–2004)

- Archidiecezja Galveston-Houston (podniesiono do rangi archidiecezji w 2004)
  - Joseph Fiorenza (2004–2006)
  - kardynał Daniel DiNardo (2006–2025)
  - Joe Vásquez (od 2025)

## Parafie
Parafie archidiecezji opisane na Wikipedii:
- Parafia Matki Boskiej Częstochowskiej w Houston